# Uckange
Uckange è un comune francese di 7 001 abitanti situato nel dipartimento della Mosella nella regione del Grand Est.

## Storia

### Simboli
Lo stemma del comune si blasona:
Sono rappresentati insieme gli stemmi degli antichi signori del luogo: i Meilbourg e i Rodemack. I martelli simbolizzano la metallurgia, la principale attività economica del comune.

## Società

### Evoluzione demografica
Abitanti censiti